# Wednesbury
Wednesbury ist eine Kleinstadt im Metropolitan Borough Sandwell, in den West Midlands, England. Die Einwohnerzahl lag 2011 bei 37.817. Sie besteht aus den drei Wards Wednesbury North, Wednesbury South und Friar Park.

## Geschichte
Im Jahr 1086 beschreibt das Domesday Book Wednesbury (Wadnesberie) als eine blühende ländliche Gemeinde, die Bloxwich und Shelfield (heute Teil von Walsall) umfasste. Während des Mittelalters war die Stadt ein ländliches Dorf, in dem jede Familie einen Streifen Land bewirtschaftete und die nahe gelegene Heide als Weideland nutzte. Die Stadt war bis zur Herrschaft von Heinrich II. in königlichem Besitz und ging dann an die Familie Heronville über. Im 12. oder 13. Jahrhundert soll in Wednesbury eine Burg (Wednesbury Castle) errichtet worden sein.
Das mittelalterliche Wednesbury war sehr klein, und seine Einwohner dürften Bauern und Landarbeiter gewesen sein. Im Jahr 1315 wurden erstmals Kohlegruben erwähnt, was zu einem Anstieg der Zahl der Arbeitsplätze führte. Auch die Herstellung von Nägeln war in dieser Zeit im Gange. Die Industrialisierung begann in Wednesbury im 18. Jahrhundert mit dem Abbau von Kohle. Heute ist Wednesbury Teil der größeren Region West Midlands.

## Transport
Die Siedlung ist über die West Midlands Metro mit Birmingham und West Bromwich verbunden.

## Persönlichkeiten
- William Bayliss (1860–1924), Psychologe
- Norman Deeley (1933–2007), Fußballspieler
- Gordon Clayton (1936–1991), Fußballspieler
- Alan Hinton (* 1942), Fußballspieler
- Zenda Jacks (* 1955), Sängerin